# Cap d'Erquy-Cap Fréhel
Cap d'Erquy-Cap Fréhel este o arie protejată (sit de importanță comunitară — SCI) din Franța întinsă pe o suprafață de 55.796 ha, din care 97 % marine.

## Localizare
Centrul sitului Cap d'Erquy-Cap Fréhel este situat la coordonatele 48°39′18″N 2°21′54″W / 48.655°N 2.365°V.

## Înființare
Situl Cap d'Erquy-Cap Fréhel a fost declarat arie specială de conservare în baza directivei 92/43 din 1992 referitoare la conservarea habitatelor naturale și a faunei și florei sălbatice pentru a proteja 1 specie de plante și 13 specii de animale.

## Biodiversitate
Situată în ecoregiunea atlantică, aria protejată conține 17 habitate naturale: Depresiuni intradunale umede, Pășuni atlantice udate de apa mării (Glauco-Puccinellietalia maritimae), Terase mlăștinoase și terase nisipoase neacoperite de apă la reflux, Dune de coastă fixe cu vegetație erbacee („dune gri”), Dune mobile de-a lungul țărmului cu Ammophila arenaria („dune albe”), Golfuri mici largi și golfuri puțin adânci, Faleze cu vegetație de pe coastele atlantice și baltice, Bancuri de nisip acoperite în permanență slab de apă marină, Dune mobile cu vegetație embrionară, Vegetație perenă pe țărmurile stâncoase, Pajiști uscate europene, Recifuri, Păduri pe pante, grohotișuri și ravene de Tilio-Acerion, Salicornia și alte specii anuale care populează regiunile mlăștinoase și nisipoase, Pajiști umede atlantice temperate cu Erica ciliaris și Erica tetralix, Estuare, Peșteri marine scufundate complet sau parțial.
La baza desemnării sitului se află mai multe specii protejate:
- plante (1): Rumex rupestris
- amfibieni (1): triton cu creastă (Triturus cristatus)
- mamifere (10): liliac cârn (Barbastella barbastellus), vidră de râu (Lutra lutra), liliac cu urechi mari (Myotis bechsteinii), liliac cărămiziu (Myotis emarginatus), liliac comun (Myotis myotis), focă obișnuită (Phoca vitulina), marsuin (Phocoena phocoena), liliacul mare cu potcoavă (Rhinolophus ferrumequinum), liliacul mic cu potcoavă (Rhinolophus hipposideros), delfin mare (Tursiops truncatus)
- nevertebrate (1): rădașcă (Lucanus cervus)
- pești (1): somonul (Salmo salar)

Pe lângă speciile protejate, pe teritoriul sitului au mai fost identificate 18 specii de plante, 1 specie de păsări, 1 specie de amfibieni, 3 specii de mamifere, 1 specie de nevertebrate, 2 specii de pești, 2 specii de reptile.